# Hebo, Oregon
Hebo, Oregon (енгл. Hebo) насељено је место без административног статуса у америчкој савезној држави Орегон.

## Демографија
По попису из 2010. године број становника је 232, што је 1 (0,4%) становника више него 2000. године.
| Група             | 2000.       | 2010.       |
| Белци             | 207 (89,6%) | 173 (74,6%) |
| Афроамериканци    | 0 (0,0%)    | 0 (0,0%)    |
| Азијати           | 0 (0,0%)    | 14 (6,0%)   |
| Хиспаноамериканци | 13 (5,6%)   | 31 (13,4%)  |
| Укупно            | 231         | 232         |